# SSカーズ

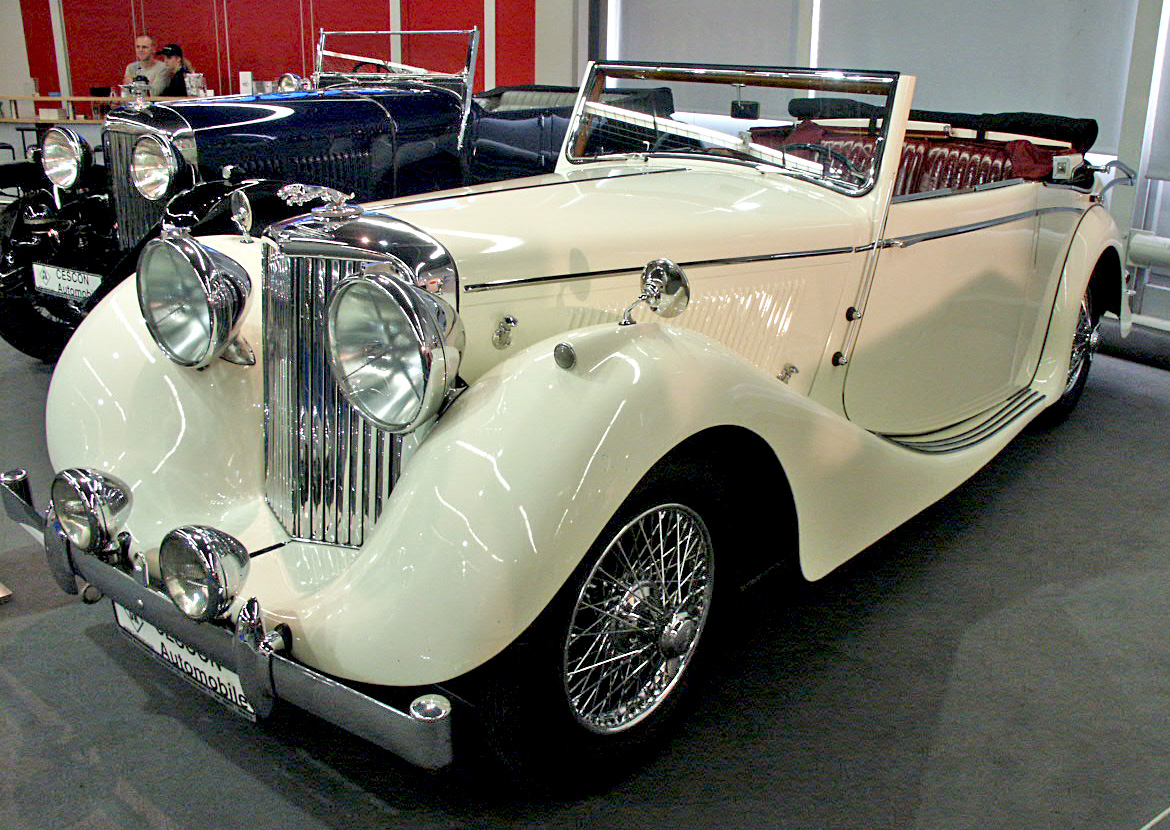
SSジャガーマークIV、3½サルーン

SSカーズ・リミテッド（SS Cars Ltd ）はイギリスの自動車メーカー。スワロー・サイドカー・カンパニーから発展してできた会社で1934年にこの名前で登録されている。1945年に社名をジャガー・カーズに変更した。
1928年に創業地のブラックプールから英国自動車産業の中心地コヴェントリーに移転した「スワロー・サイドカー・カンパニー」は、スタイリッシュなサイドカー製造をおこなって成功していた。そこから4輪車の分野に進出して他社製作のシャーシにボディを製作する「コーチビルダー」となり、1932年に自社初の自動車を製作した。
最初のシリーズはSS1、SS2である。そのエンジンとシャーシは中堅の量産車メーカーであるスタンダードから供給されコヴェントリーの工房でボディのみの架装を施した平凡な実用型であった。経営者でデザインを主導したウィリアム・ライオンズ（William Lyons ）の指揮の下、流麗で美しいスタイルを実現し、しかも高価な高級車もどきの外見からは想像しがたいほどリーズナブルな価格で市場に提供した。もっとも、長大なボンネットフードを開くと中に収まっているのはさして大きくもないスタンダード製直列6気筒エンジンという「見かけ倒し」であった。本物の高級スポーツカーのオーナーたちや評論家からは「性能の伴わない飾り物」と酷評されたが、市場での人気は高く、不況で競合各社に倒産する事例も出現する中、SSはおかげで大恐慌時代を生き抜くことができた。「格好ばかりの偽物メーカー」と見なされていたSSカーズは、やがて本格的スポーツカー開発に乗り出した。ウィリアム・ヘインズとハリー・ウェスレイクがスタンダードの既存エンジンをベースにOHVの新型ヘッドを開発するなど大幅強化する改良を施し、スポーツカーエンジンとして通用する内容に仕上げた。
1935年のSSカーズ・SS90は最高速度90mphから命名されたが、23台が製作されただけであった。SS90の後継は1936年のジャガー・SS100で「ジャガー」という名前をつけられたはじめての車である。当時の水準でも、また後世から見ても極めてデザインの優れた車であり、しかも新しいシャーシと強力なエンジンの装備で、上級モデルは最高速度100mph、0-60mph加速11秒の高性能を実現した。
しかもこれらは名実ともに第一線で通用する本格的スポーツカーとなりながら、価格は同クラスの既存スポーツカーより引き続き廉価に設定されており、競合メーカーにとっての大きな脅威となった。
もっとも生産の主流はサルーンであり、1938年からジャガー・マークIVが発売された。
第二次世界大戦勃発後の1940年、自動車生産は中止された。終戦後、SSという従前のブランドが、同じく「SS」を略称として悪名高いナチス親衛隊を連想させることから社名をSSカーズから「ジャガー」へ、ブランドはSSジャガーから単にジャガーに変更された。終戦後の1945年に、戦前モデルのマークIVのうち2½サルーン、3½サルーンを生産再開した。サイドカーの製造もスワロー（Swallow ）のブランド名で引き続きおこなわれており、新会社ではスポーツカータイプのスワロー・ドレッティを販売した。

## 製品
- スワロー・サイドカー・SS1
- スワロー・サイドカー・SS2
- SSカーズ・SS90（英語版）
- ジャガー・マークIV
- ジャガー・SS100